# Bernd Wessels
Bernd Wessels (* 17. November 1952) ist ein deutscher Badmintonspieler. 

## Karriere
Bernd Wessels gewann 1979 mit Ulrich Rost den Herrendoppeltitel bei den deutschen Meisterschaften. Im gleichen Jahr siegte er auch bei den Austrian International. Ein Jahr später war er auch bei den Swiss Open erfolgreich. Mit dem STC Blau-Weiß Solingen gewann er 1983 Bronze bei der deutschen Mannschaftsmeisterschaft. Wessels ist bis heute als Badmintonfunktionär und -trainer tätig und tritt regelmäßig zu Seniorenwettkämpfen an.

## Sportliche Erfolge
| Saison    | Veranstaltung                        | Disziplin    | Platz | Name |
| --------- | ------------------------------------ | ------------ | ----- | --- |
| 1978/1979 | Deutsche Einzelmeisterschaft         | Herrendoppel | 1     | Bernd Wessels / Ulrich Rost (STC Blau-Weiß Solingen)                                                                  |
| 1979      | Austrian International               | Mixed        | 1     | Bernd Wessels / Ingrid Morsch                                                                                         |
| 1979      | Austrian International               | Herrendoppel | 1     | Ulrich Rost / Bernd Wessels                                                                                           |
| 1980      | Swiss Open                           | Herrendoppel | 1     | Bernd Wessels / Gunther Bludau                                                                                        |
| 1980      | Swiss Open                           | Herreneinzel | 1     | Bernd Wessels |
| 1982/1983 | Deutsche Mannschaftsmeisterschaft    | Mannschaft   | 3     | STC Blau-Weiß Solingen (Ulrich Rost, Sulistyo, Bernd Wessels, Altenkirch, Jörg Diehl, Heidi Krickhaus, Ingrid Morsch) |
| 1983/1984 | Westdeutsche Einzelmeisterschaft     | Mixed        | 1     | Bernd Wessels / Heidi Krickhaus (STC Blau-Weiß Solingen)                                                              |
| 1987/1988 | Deutsche Einzelmeisterschaft O32     | Herrendoppel | 2     | Bernd Wessels (STC Blau-Weiß Solingen) / Karl-Heinz Fix (1. BV Maintal)                                               |
| 1988/1989 | Deutsche Einzelmeisterschaft O32     | Mixed        | 2     | Bernd Wessels (STC Blau-Weiß Solingen) / Heide Konopatzki (STC Blau-Weiß Solingen)                                    |
| 1988/1989 | Deutsche Einzelmeisterschaft O32     | Herrendoppel | 2     | Bernd Wessels / Ludger Eggers (STC Blau-Weiß Solingen)                                                                |
| 1989/1990 | Deutsche Einzelmeisterschaft O32     | Mixed        | 2     | Bernd Wessels / Marlies Wessels (STC Blau-Weiß Solingen)                                                              |
| 1989/1990 | Deutsche Einzelmeisterschaft O32     | Herrendoppel | 2     | Bernd Wessels / Ludger Eggers (STC Blau-Weiß Solingen)                                                                |
| 1990/1991 | Deutsche Einzelmeisterschaft O32     | Mixed        | 2     | Bernd Wessels (STC Blau-Weiß Solingen) / Heidi Krickhaus (BSC Eintracht Südring Berlin)                               |
| 1992/1993 | Deutsche Einzelmeisterschaft O32     | Mixed        | 2     | Bernd Wessels / Marlies Wessels (STC Blau-Weiß Solingen)                                                              |
| 1996/1997 | Deutsche Einzelmeisterschaft O40     | Herrendoppel | 1     | Bernd Wessels / Ludger Eggers (STC Blau-Weiß Solingen)                                                                |
| 2000/2001 | Deutsche Einzelmeisterschaft O45     | Herrendoppel | 1     | Bernd Wessels / Peter Wolters (STC Blau-Weiß Solingen / Hülser SV)                                                    |
| 2001/2002 | Deutsche Einzelmeisterschaft O45     | Herrendoppel | 2     | Bernd Wessels / Ulrich Schaaf (STC Blau-Weiß Solingen / GW Paderborn)                                                 |
| 2001/2002 | Deutsche Einzelmeisterschaft O45     | Mixed        | 1     | Bernd Wessels / Marlies Wessels (STC Blau-Weiß Solingen)                                                              |
| 2002/2003 | Deutsche Einzelmeisterschaft O45     | Mixed        | 2     | Bernd Wessels / Marlies Wessels (STC Blau-Weiß Solingen)                                                              |
| 2003      | Senioren-Weltmeisterschaft 50+       | Herrendoppel | 3     | Günter Prenzel / Bernd Wessels                                                                                        |
| 2003/2004 | Westdeutsche Einzelmeisterschaft O45 | Herrendoppel | 1     | Bernd Wessels / Ludger Eggers (Union Lüdinghausen / BSV Gelsenkirchen)                                                |
| 2003/2004 | Deutsche Einzelmeisterschaft O45     | Mixed        | 1     | Bernd Wessels / Marlies Wessels (Union Lüdinghausen)                                                                  |
| 2003/2004 | Deutsche Einzelmeisterschaft O45     | Herrendoppel | 2     | Bernd Wessels / Ludger Eggers (Union Lüdinghausen / BSV Gelsenkirchen)                                                |
| 2003/2004 | Westdeutsche Einzelmeisterschaft O45 | Mixed        | 1     | Bernd Wessels / Marlies Wessels (Union Lüdinghausen)                                                                  |
| 2004/2005 | Deutsche Einzelmeisterschaft O45     | Mixed        | 3     | Bernd Wessels (SC Union 08 Lüdinghausen) / Marlies Wessels (SC Union 08 Lüdinghausen)                                 |
| 2004/2005 | Deutsche Einzelmeisterschaft O45     | Herrendoppel | 3     | Ludger Eggers (BSV Gelsenkirchen) / Bernd Wessels (SC Union 08 Lüdinghausen)                                          |
| 2006      | Senioren-Europameisterschaft 50+     | Herrendoppel | 3     | Bernd Wessels / Miles Eggers                                                                                          |
| 2006/2007 | Deutsche Einzelmeisterschaft O50     | Herrendoppel | 3     | Bernd Wessels / Ludger Eggers (SC Union 08 Lüdinghausen / BSV Gelsenkirchen)                                          |
| 2006/2007 | Deutsche Einzelmeisterschaft O50     | Mixed        | 3     | Bernd Wessels / Marlies Wessels (SC Union 08 Lüdinghausen)                                                            |